# クラスノヤルスク地方

クラスノヤルスク地方
ロシア語: Красноярский край

クラスノヤルスク地方（クラスノヤルスクちほう、Красноярский край; Krasnojarskij kraj）は、ロシア連邦の連邦構成主体の一つ。中心都市はクラスノヤルスク。シベリア連邦管区に属し、北極海のセヴェルナヤ・ゼムリャ諸島もこの地方の管轄下にある。
2007年1月1日にエヴェンキ自治管区、タイミル自治管区を併合した。

## 地理

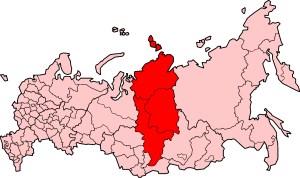
クラスノヤルスク地方

南北の距離は約3,000km。シベリア中央部に位置し、東にサハ共和国、イルクーツク州、南にトゥヴァ共和国、ハカス共和国、西にケメロヴォ州、トムスク州、チュメニ州と隣り合い、北は北極海に面する。ロシア連邦内で、サハ共和国に次いで2番目に大きい行政区画である。

## 住民
住民の大半はロシア人とウクライナ人。シベリアの先住民族が人口に占める割合は1%ほどに過ぎない。

## 歴史
17世紀ごろより始まったロシア人の入植は、シベリア鉄道の開通以後盛んになった。
1934年に設置されたときには、エヴェンキ自治管区、タイミル自治管区とともに、ハカス自治州を含んでいた。1991年、ハカス自治共和国は分離され、ハカス共和国となった。
スターリンの時代には、多くのロシア人、ウクライナ人、ベラルーシ人などがこの地方に流刑された。
1954年形成された閉鎖都市のジェレズノゴルスク市（Zheleznogorsk）

## 経済
都市や工業・農業生産のほとんどは南部に集中している。天然資源が豊富。ロシア連邦内のニッケルの80%、コバルトの75%、銅の70%、石炭の16%、金の10%を産する。
- カンスク＝アチンスク炭田（ロシア語版）
- ツングースカ炭田（ロシア語版）
- ユルブチェンスキー油田(ru)
- ヴァンコル油田（ロシア語版）

また、ロシア連邦内の木材の20%を産出する。主な産業は金属加工、林業、製紙業、化学工業、石油精製など。大規模な水力発電が行なわれている。

## 都市
行政の中心クラスノヤルスクのほかに、アチンスク、エニセイスク、カンスク、ジェレズノゴルスク、ミヌシンスク、タイミル自治管区内のノリリスクなど。

## 標準時
この地域は、クラスノヤルスク時間帯の標準時を使用している。時差はUTC+7時間で、夏時間はない。（2011年3月までは標準時がUTC+7で夏時間がUTC+8、同年3月から2014年10月までは通年UTC+8であった）